# 普朗佐勒
普朗佐勒（法語：Planzolles，法語發音：[plɑ̃zɔl]）是法国阿尔代什省的一个市镇，属于拉让蒂耶尔区。

## 地理
普朗佐勒（44°29'8"N, 4°9'15"E）面积5.41 平方千米，位于法国奥弗涅-罗讷-阿尔卑斯大区阿尔代什省，该省份为法国东南部内陆省份，北起顺时针与卢瓦尔省、伊泽尔省、德龙省、沃克吕兹省、加尔省、洛泽尔省和上盧瓦爾省接壤。
与普朗佐勒接壤的市镇（或旧市镇、城区）包括：福热尔、拉布拉谢尔、派扎克、圣安德烈拉尚。

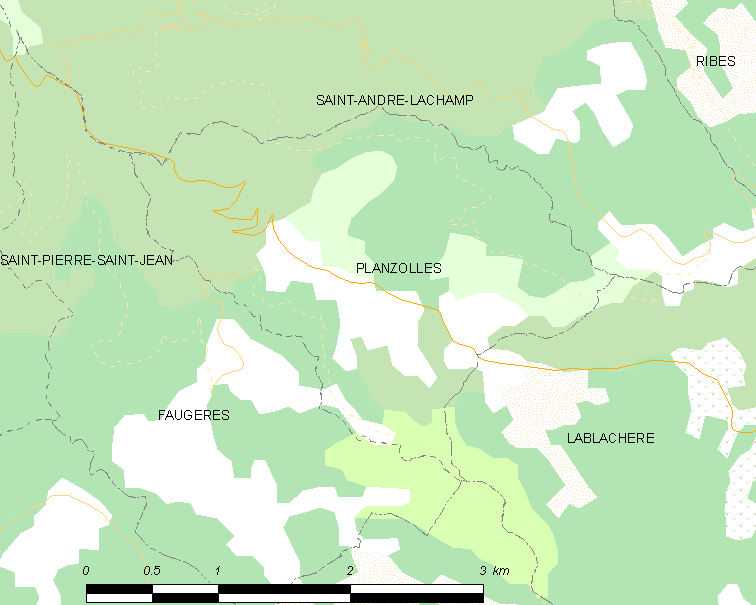
普朗佐勒的OSM定位图

普朗佐勒的时区为UTC+01:00、UTC+02:00（夏令时）。

## 行政
普朗佐勒的邮政编码为07230，INSEE市镇编码为07176。

## 政治
普朗佐勒所属的省级选区为阿尔代什塞文县。

## 人口

1962-2008年间普朗佐勒人口变化图示

普朗佐勒于2022年1月1日时的人口数量为162人。